# Arthur Rense-díj
Az Arthur Rense-díjat 1998-ban alapította Paige Rense, az elhunyt amerikai költő, Arthur Rense özvegye. A díj 20 000 USD-vel jár. A díjjal három évente tüntetnek ki egy-egy kiemelkedő jelentőségű költőt. A díj nyertesét az  American Academy of Arts and Letters  (Művészetek és Irodalmak Amerikai Akadémiája) választja ki.

## Díjazottak
- 2011 – David Wagoner
- 2008 – Hayden Carruth
- 2005 – Daniel Hoffman
- 2002 – B.H. Fairchild
- 1999 – James McMichael